# Collegio elettorale di Fucecchio
Il collegio elettorale di Fucecchio è stato un collegio elettorale uninominale del Regno di Sardegna, in provincia di Firenze. 
È stato istituito in base al decreto del Consiglio dei Ministri del Regio governo delle Toscana del 21 gennaio del 1860. 
Comprendeva i territori di Fucecchio, Castel Franco di Sotto, Cerreto Guidi, Santa Croce, Santa Maria in Monte, Montecalvoli e Vinci.

## Dati elettorali
Nel collegio si svolsero votazioni solamente per la settima legislatura e in seguito il territorio confluì nel collegio di San Miniato del Regno d'Italia.

### VII legislatura
Le votazioni si svolsero in 387 collegi uninominali a doppio turno. Come previsto dalla legge elettorale del 20 novembre 1859, era eletto al primo turno il candidato che «riunisce in suo favore più del terzo dei voti del total numero dei membri componenti il collegio e più della metà dei suffragi dati dai votanti presenti all'adunanza» (art. 91). Se nessun candidato era eletto, al ballottaggio tra i due candidati con più voti era eletto chi otteneva il maggior numero di voti (art. 92) o, in caso di ugual numero di voti, il maggiore d'età (art. 93).
| Partito                            | Partito                            | Candidato                          | Primo turno 25 marzo 1860 | Primo turno 25 marzo 1860 | Ballottaggio ? marzo 1860 | Ballottaggio ? marzo 1860 |
| Partito                            | Partito                            | Candidato                          | Voti                      | %                         | Voti                      | %                         |
| ---------------------------------- | ---------------------------------- | ---------------------------------- | ------------------------- | ------------------------- | ------------------------- | ------------------------- |
|                                    | —                                  | Antonio Magnani                    | 140                       | 35,35                     | 244                       | 54,46                     |
|                                    | —                                  | Tito Menichetti                    | 168                       | 42,42                     | 204                       | 45,54                     |
|                                    | —                                  | Giuseppe Montanelli                | 88                        | 22,22                     |                           |                           |
|                                    |                                    |                                    |                           |                           |                           |                           |
| Iscritti                           | Iscritti                           | Iscritti                           | 598                       | 100,00                    | 598                       | 100,00                    |
| ↳ Votanti (% su iscritti)          | ↳ Votanti (% su iscritti)          | ↳ Votanti (% su iscritti)          | 402                       | 67,22                     | 451                       | 75,42                     |
| ↳ Voti validi (% su votanti)       | ↳ Voti validi (% su votanti)       | ↳ Voti validi (% su votanti)       | 396                       | 98,51                     | 448                       | 99,33                     |
| ↳ Schede non valide (% su votanti) | ↳ Schede non valide (% su votanti) | ↳ Schede non valide (% su votanti) | 6                         | 1,49                      | 3                         | 0,67                      |
| ↳ Astenuti (% su iscritti)         | ↳ Astenuti (% su iscritti)         | ↳ Astenuti (% su iscritti)         | 196                       | 32,78                     | 147                       | 24,58                     |